# Circuit du Gers
Le Circuit du Gers est une ancienne course cycliste à étapes française disputée dans le département du Gers de 1931 à 1948. 

## Palmarès
| Année | Vainqueur           | Deuxième         | Troisième        |
| ----- | ------------------- | ---------------- | ---------------- |
| 1931  | Pierre Magne        | Julien Moineau   | Ernest Neuhard   |
| 1937  | Antoon van Schendel | Louis Arrangoitz | Saverio Montuori |
| 1948  | Alfred Macorig      | Jacques Moujica  | Albert Dolhats   |